# Dusona laticincta
Dusona laticincta är en stekelart som först beskrevs av Cresson 1865.  Dusona laticincta ingår i släktet Dusona och familjen brokparasitsteklar. Inga underarter finns listade i Catalogue of Life.